# Allium olivieri
Allium olivieri är en amaryllisväxtart som beskrevs av Pierre Edmond Boissier. Allium olivieri ingår i släktet lökar, och familjen amaryllisväxter. Inga underarter finns listade i Catalogue of Life.